# 370-е годы до н. э.
370-е (три́ста семидеся́тые) го́ды до на́шей э́ры по пролептическому юлианскому календарю — промежуток времени с 1 января 379 года до н. э. по 31 декабря 370 года до н. э., включающий с 379 по 371 годы 3-го десятилетия  и 370 год 4-го десятилетия IV века 1-го тысячелетия до н. э. Им предшествовали 380-е годы до н. э., за ними следовали 360-е годы до н. э. Они закончились 2395 лет назад.

## Важнейшие события

### 380 до н. э.
- Военные трибуны с консульской властью (9) Луций Валерий Публикола (5-й раз), Публий Валерий Потит Публикола (3-й раз), Сервий Корнелий Малугинский, Лицин Мененций Ланат (по Т.Ливию Луций Менений) (2-й раз), Гай Сульпиций Петик, Луций Эмилий Мамерцин, Гней Сергий Фиденат Коксон (по Т.Ливию Гай Сергий) (3-й раз), Тиберий Папирий Красс и Луций Папирий Мугиллан (по Т.Ливию Публий Папирий) (по Т.Ливию названы лишь 6, не названы Г.Сульпиций П., Л.Эмилий М., Тиб. Папирий К.). Цензоры Гай Сульпиций Камерин и Спурий Постумий Регилльский. Постумий умер. Избраны другие цензоры, но огрешно. Диктатор (№ 18) Тит Квинкций Цинциннат Капитолин, начальник конницы Авл Семпроний Атратин[1].
- Триумф Т. К. Цинцинната за победу над пренестинцами и взятие 9 городов (включая Пренесту). Сложил диктатуру на 20 день.
- Афинский архонт-эпоним Пифий (380 до н. э. — 379 до н. э.).
- «Панегирик» Исократа.
- Новый поход Спарты против Олинфа, возглавляемый царём Агесиполидом. Содействие спартанцам оказывал македонский царь Аминта. Агесиполиду удалось взять лишь союзный городок Торону и разграбить окрестности Олинфа. Во время военных действий Агесиполид умер от лихорадки, и его сменил гармост Полибиад, продолживший осаду Олинфа.
- Хабрий в Египте на службе у тамошних династов, выступавших против Персии.
- Царь Спарты из рода Агидов Клеомброт I (380 до н. э. — 371 до н. э.).

### 379 до н. э.
- Военные трибуны с консульской властью Публий Манлий Капитолин, Гай Манлий, Луций Юлий Юл (патриции), Гай Секстилий, Марк Альбиний, Луций Антистий (плебеи).
- Афинский архонт-эпоним Никон (379 до н. э. — 378 до н. э.).
- Спартанец Полибиад после длительной осады захватывает Олинф и распускает Халкидский союз.
- Демократический переворот в Фивах. Олигархи во главе с Архием и Леонтиадом перебиты, спартанский гарнизон капитулирует. Восстановление демократии при участии Пелопида. Воссоздание Беотийского союза. Агесилай склонил спартанцев объявить Фивам войну. В поход отправлен Клеомброт, который вернулся, не совершив ничего достойного.
- Родос заключает союз с Афинами.
- Афины по требованию персидского царя, бывшего союзником афинян и врагом египтян, отзывают Хабрия и он возвращается в Грецию. Хабрий получает стратегию.
- Фараон Нефааруд II.
- 30-я династия в Египте (379 до н. э. — 343 до н. э.).
- Фараон Нектанеб (Нехтнебеф) I (379 до н. э. — 361 до н. э.).
- Начало 370-х годов до н. э. — Аминта при содействии спартанцев и фессалийцев победил олинфян и вернул потерянные области[2].

### 378 до н. э.
- 378 — Военные трибуны с консульской властью Спурий Фурий, Квинт Сервилий Фиденат (2-й раз), Лицин Мененций Ланат (3-й раз) (у Т.Ливия Луций Менений), Публий Клелий Сикул, Марк Гораций и Луций Геганий Мацерин (по Диодору ещё военный трибун Гай Лициний (плебей)). Цензоры Спурий Сервилий Приск и Квинт Клелий Сикул[3].
- 378/7 — Афинский архонт-эпоним Навсиник.
  - 378 — Спарта организует карательную экспедицию, в которую, кроме них, входили аркадяне, элейцы, сикионяне и коринфяне, а также мегарцы, фокейцы, локры и другие, против Фив во главе с царём Клеомбротом, преемником умершего Агесиполида. Клеомброт не решился напасть на Фивы и вернулся в Пелопоннес, оставив в Феспиях гарнизон под командованием Сфодрия.
- 378 — Спартанец Сфодрий, гармост в Феспиях, пытается неожиданным ударом захватить Пирей, но эта авантюра провалилась. Сфодрий был привлечён к суду, но оправдан благодаря Агесилаю.
- 378 — Афины заключают союзный договор с Митиленой, Мефимной на Лесбосе, Халкидой на Эвбее, Византием, а также с Фивами, Родосом, Эретрией и другими эвбейскими городами. Организация второго Афинского морского союза.
- 378—355 — Второй афинский морской союз.
- 378 — Афиняне объявляют войну Спарте.
- 378 — Агесилай вторгся в Беотию и опустошил окрестности Фив. Затем он отошёл, оставив в Феспиях Фебида. Фебид был разбит и пал в бою.

### 377 до н. э.
- Военные трибуны с консульской властью Луций Эмилий Мамерцин, Публий Валерий Потит Публикола (4-й раз), Гай Ветурий Красс Цицурин, Сервий Сульпиций Руф, Луций Квинкций Цинциннат, Гай Квинкций Цинциннат. Все — патриции.
- Афинский архонт — эпоним Каллей (377 до н. э. — 376 до н. э.).
- Агесилай вновь опустошил окрестности Фив.[4]
- Создание Второго Афинского (Аттического) морского союза (1-й — 478 до н. э. — 477 до н. э.). В Афинах принимается общее постановление относительно вновь образованного союза. Целью союза определяется защита свободы и автономии отдельных полисов от покушения со стороны Спарты. В договор был внесён ряд пунктов, специально ограничивавших право Афин и предупреждавших возможность злоупотреблений с их стороны. Подтверждалась свобода и полная автономия входивших в союз общин с сохранением государственного устройства, какое каждая община желает иметь у себя.
- В Афинах для установления постоянного и регулярно собираемого налога производится оценка имущества граждан (движимого и недвижимого). Все граждане были поделены на 20 групп — симморий. В их обязанности также входило снаряжение судов (триерархия) и содержание их в течение года.
- Спартанский гарнизон Гистиеи захватывает фиванские корабли, возвращавшиеся из Пагас (Фессалия) с грузом хлеба.

### 376 до н. э.
- 376 — Военные трибуны с консульской властью Луций Папирий Мугиллан, Лицин Менений Ланат, Сервий Корнелий Малугинский, Сервий Сульпиций Претекстат (у Т.Ливия нет списка). Плебейские трибуны Гай Лициний Столон и Луций Секстий Латеран[5].
- 376 (378) — Проект закона Лициния и Секстия: восстановление консульской власти, чтобы один консул был из плебеев, открыть плебеям доступ в одну из жреческих коллегий, ограничить в 500 югеров землю, которую гражданин мог приобретать для пользования из числа государственных, облегчить положение должников.
- 376/5 — Афинский архонт-эпоним Харисандр.
- 376 — Агесилай, находясь в Мегарах, надолго заболел. Пелопоннесский флот разбит афинским навархом Хабрием в сражении в проливе между Наксосом и Паросом. Из 83 лаконских триер 49 захвачены, а 24 потоплены.
- 376—353 — Царь Карии Мавзол. Столица в Галикарнасе.

- 370-е годы — Неудачи сицилийцев в борьбе с Карфагеном. Дионисий потерял территорию к западу от реки Галис.

### 375 до н. э.
- 375—371 — Плебейскими трибунами были Гай Лициний и Луций Секстий. Шли выборы только эдилов и плебейских трибунов. Другие должностные лица не избирались[6].
- 375/4 — Афинский архонт-эпоним Гипподам.
- 375 — Фиванцы взяли Феспии, а затем разбили близ Тегиры две спартанские моры, погибли оба спартанских полемарха. После этого фиванцы покорили Беотию и восстановили свою гегемонию. Клеомброт вёл войну против Фив, но не свершил ничего достойного.
- Экспедиция афинского стратега Хабрия к берегам Фракии. В союз с Афинами вступают Самофракия, Фасос, Абдера, города Халкидики.
- Тимофей присоединяет к Афинскому морскому союзу города Акарнании, о. Кефаллению и Керкиру. На сторону Афин были привлечены эпирский царь Алкет и фессалийский тиран Ясон.
- Спарта обращается к Артаксерксу и сицилийскому тирану Дионисию с просьбой о посредничестве в переговорах о мире с Афинским союзом.
- Ок.375 (?) — Вскоре после смерти Эвагораса персы восстанавливают свою власть на Кипре.

### 374 до н. э.
- В Риме консулы не избирались.
- 374/3 — Афинский архонт-эпоним Сократид.
- 374 — Заключение мирного договора между Афинами и Спартой, по которому Спарта вынуждена официально признать второй Афинский морской союз.
- 374 — Ясон, тиран Фер, избирается фессалийским тагом.
- 374 — Провал персидского нашествия на Египет. Упорная оборона Пелусия.

### 373 до н. э.
- В Риме консулы не избирались.
- 373/2 — Афинский архонт-эпоним Астий.
- 373 — Наварх Спарты Мнасипп разгромлен на Керкире и пал в бою. Фиванцы взяли и разрушили Платеи. Но это возмутило афинян.
- Гибель городка Гелика на Пелопоннесе (Гелика была затоплена в одну ночь в результате землетрясения, сопровождавшегося наводнением; в течение нескольких веков её остатки хорошо просматривались под водой).
- Сатрап Каппадокии Датам выходит из-под власти Артаксеркса II. Его поддерживают династ Ликии Перикл и династ Карии Гекатомн.
- Фарнабаз приглашает Ификрата на персидскую службу. Ификрат с персидским войском высаживается в Египте, но, не дождавшись Фарнабаза, откладывает наступление на Мемфис и возвращается в Афины.
- Тимофею поручается вести корабли к Керкире для освобождения её от осады спартанцев. Не будучи в состоянии укомплектовать войско уроженцами Аттики из-за плачевного состояния афинской казны, он попытался добыть средства в Македонии и укомплектовать корабли добровольцами на островах Эгейского моря. Воспользовавшись промедлением Тимофея, Ификрат привлекает его к суду, обвиняя в плохом командовании и в нарушении мира со Спартой. Ификрат избирается стратегом и заменяет Тимофея.

### 372 до н. э.
- В Риме консулы не избирались.
- 372/1 — Афинский архонт-эпоним Алкистен.
- 372 — Толпа в Аргосе убивает 1200 аристократов, заподозрив их в подготовке олигархического переворота.
- Ификрат вместе с Каллистратом и Хабрием и с 70 афинскими кораблями снимает осаду Керкиры, разбивает сиракузскую эскадру и вынуждает Кефаллению присоединиться к союзу с Афинами.
- Ясон объединяет под своей властью всю Фессалию.
- Конец 370-х годов — Жена Аминты Евридика организовала со своим зятем заговор против Аминты, но дочь Аминты донесла об этом замысле.

### 371 до н. э.
- 371/0 — Афинский архонт-эпоним Фрасиклид.
- Битва при Левктрах, закончившая спартанскую гегемонию и давшая толчок к развитию Фивской гегемонии.
- 371 — В Спарту съехались посольства со всей Эллады. Мирный конгресс в Спарте.16.7 — Заключён мир. Спартанцы обязались вывести все свои гарнизоны из занятых ими городов и признать Афинский союз. Беотийский союз спартанцы игнорировали и сразу после конгресса спартанцы продолжили войну с фиванцами. Армия Клеомброта со стороны Фокиды идёт на Беотию. Клеомброт взял крепость Кревсия и расположился лагерем близ Левктр. 5.8 — Битва при Левктрах. Полный разгром спартанцев во главе с Клеомбротом и Архидамом (сыном Агесилая) фиванцами во главе с Эпаминондом (ок.418-362). Погиб Клеомброт, полемарх Дион и 1000 спартанцев. В сражении Эпаминонд впервые применил «косой клин». Спартанцы отступили и заключили перемирие с фиванцами.
- Агесиполид II, наследник Клеобротуса I, становится царём Спарты.
- 371—370 — Царь Спарты из рода Агидов Агесиполид II.
- 371 — Архидам, сын Агесилая, встретил разбитые моры спартанцев в Мегасфенах. Всеэллинский конгресс в Афинах. Распад пелопоннесского союза. Эпаминонд убедил сделать Мантинею одним городом. Основана новая столица Аркадии — Мегалополь. Агесилай прибыл в Мантинею, чтобы остановить строительство, но мантинейцы отказали ему. Общины Аркадии создают Аркадский союз. В него входят Мантинея, Мегалополь, Тегея, Орхомен, Кинурия, Клитор, Герея, Лепреон, Меналия и Телфуса. Мантинея становится резиденцией общеаркадского правительства.
- Восстание бедняков в Аргосе («аргосский скитализм»).
- Попытка Агесилая захватить Тегею и подчинить Аркадию. Ликомид, стратег аркадского союза, обращается за помощью к Афинам и Фивам. Аркадский союз заключает договор с Беотийским союзом.
- В Македонии умирает царь Аминта II. Начинается спор за власть между сыном Аминты Александром II и зятем Аминты Птолемеем.